# San Simón de Cocuy
Pour les articles homonymes, voir San Simon.
San Simón de Cocuy est une localité de la municipalité de Río Negro dans l'État d'Amazonas au Venezuela à la frontière avec le Brésil sur le río Negro.